# Astro Boy
Astro Boy (jap. 鉄腕アトム Tetsuwan Atomu, übersetzt etwa „Eisenarm Atom“) ist ein Manga des japanischen Zeichners Osamu Tezuka aus den Jahren 1952 bis 1968. Das Werk umfasst über 2000 Seiten und wurde mehrfach als Anime und Videospiel umgesetzt. Die erste Verfilmung des Mangas war die erste halbstündige Anime-Fernsehserie und die erste mit fortgesetzter Handlung.

## Inhalt
Tobio, der Sohn von Doktor Tenma, kommt im Jahr 2003 bei einem Verkehrsunfall ums Leben. Da der Professor über den Tod seines einzigen Sohnes nicht hinwegkommt, erschafft er mit Hilfe modernster Technik den Androiden Astro Boy (im Original Tetsuwan Atomu genannt), der Tobio ähnlich sieht. Als er jedoch feststellt, dass Astro Boy nicht älter werden kann, verstößt er ihn.
Der Wissenschaftler Professor Ochanomizu rettet Astro Boy aus einem Roboterzirkus, schenkt ihm Superheldenfähigkeiten und erschafft für ihn eine Roboterfamilie. Astro Boy muss immer wieder schwierige Aufgaben lösen. Dabei tritt er Krieg und Unrecht entgegen und kämpft für Frieden.

## Entstehung
Die von Tezuka zunächst angedachte Gagstrip-Reihe Ambassador Atom hatte im Magazin Shōnen keinen Erfolg. Auf den Rat seines Redakteurs entwarf er die Serie als langangelegte Abenteuergeschichte neu, in der der Schwerpunkt statt auf den Witzen auf der Erzählung lag. Der dabei entstandene Tetsuwan Atomu wurde bald ein großer Erfolg. Der Stil des Mangas ist, wie andere frühe Werke Tezukas, noch stark vom Stil der Disney-Filme beeinflusst.
Die Leser des Shōnen-Magazins konnten sich aktiv an Abstimmungen über die Serie beteiligen, was dazu führte, dass das Aussehen von Astro Boy im Laufe der Manga-Serie mehrfach überarbeitet wurde.

## Veröffentlichung
Astro Boy erschien in Japan von April 1952 bis 1968 in Fortsetzungskapiteln im Manga-Magazin Shōnen des Verlags Kōbunsha. Später erschien der Manga in insgesamt 23 Sammelbänden.
Das Werk erschien auf Französisch bei Glénat, später Kana und Panini, auf Englisch bei Dark Horse Comics, Spanisch bei Glénat España und Portugiesisch bei Planet Manga. Es wurde außerdem unter anderem ins Schwedische, Niederländische und Dänische übersetzt.
Auf Deutsch veröffentlichte Carlsen Comics ab 2000 insgesamt 21 Sammelbände.

## Adaptionen

### Anime-Fernsehserie 1963
Das von Osamu Tezuka gegründete Anime-Studio Mushi Production produzierte zum Manga eine gleichnamige in schwarz-weiß gehaltene Anime-Serie mit 193 Folgen. Regie führte Osamu Tezuka und die Musik komponierte Tatsuo Takai. Der Vorspanntitel Tetsuwan Atom stammt von Kamitakada Shōnen Gasshōdan. Bei der Produktion als Cel-Animation wurde eine Reihe von Methoden eingesetzt, die eine möglichst kostengünstige und schnelle Fertigstellung ermöglichten. Bis dahin waren animierte Fernsehserien wegen des Kosten- und Arbeitsaufwands für unmöglich gehalten worden. Die Methoden der Limited Animation wurden in der folgenden Zeit prägend für Anime im Allgemeinen: weniger Bilder pro Sekunde, Konzentration auf (bewegungslose) Schlüsselmomente, Animation durch Bewegung der Bildebenen gegeneinander oder Schleifen von Bewegungsabläufen, Wiederverwendung von Bildern, Aufteilung von Bildern und Figuren in animierte und nicht animierte Teile sowie schnelle Schnitte. Schließlich wurden für jede der Folgen, die etwa 2.500 Cels benötigte, nur jeweils 1.000 Cels neu produziert. Um den Eindruck billiger Animation entgegenzuwirken, wurden neben passenden Schnitten und Erzähltechniken auch Musik und Toneffekte eingesetzt. Die Produktionskosten konnten so auf 1,5 Millionen Yen pro Folge gedrückt werden.
Um seinen großen Bedarf an Zeichnerarbeit zu decken, vergab Mushi Production Aufträge an weitere Studios, die einzelne Folgen, Szenen oder nur Zwischenphasenbilder zuliefern sollten. Diese waren ihrerseits wiederum schnell von der Arbeit überfordert, sodass sie die Arbeit an andere weitergaben. Letztlich arbeitete ein Großteil der japanischen Animationsbranche an Astro Boy mit, viele davon in Teilzeit oder neben ihrer hauptberuflichen Tätigkeit an anderen Projekten. In Folge der Lizenzverkäufe in die USA und der dortigen Ansprüche wurden spätere Folgen gleich bei der Produktion daran angepasst, wurden internationaler und der japanische Ursprung der Serie trat immer mehr in den Hintergrund. Für 1964 wurde eine einzelne Folge in Farbe produziert, auf Druck der japanischen und amerikanischen Geldgeber und als Test für das Studio.
Die Serie wurde über den Rechtehändler Mannen-sha verkauft, der Sendezeit bei Fuji TV eingekauft hatte. Doch da dieser sich am Preis von Realverfilmungen und in den USA eingekauften Trickserien (die ihre Produktionskosten schon eingespielt hatten) orientierte. Schließlich willigte Tezuka ein, die Serie für 550.000 Yen pro Folge zu verkaufen und damit den Preis für Realserien knapp zu unterbieten, jedoch weit unter den eigenen Kosten zu liegen. Dazu kam ein Sponsoring der Serie durch den Schokoladenhersteller Meiji Seika. Etwa 30 % der Produktionskosten wurden schließlich durch Rechteverkauf ins Ausland eingespielt. Die Serie wurde schließlich vom 1. Januar 1963 bis zum 31. Dezember 1963 durch den Sender Fuji TV in Japan ausgestrahlt. Die Pilotfolge wurde bereits im Zuge einer Sondervorführung zusammen mit zwei Kurzfilmen von Mushi Production gezeigt, am 5. und 6. November 1962 in der Yamaha Hall in Ginza. Ursprünglich war die Vorführung der ersten beiden Folgen geplant, was jedoch wegen der unerwartet aufwändigen Produktion nicht gelang. Am 25. Januar 1964 wurde die Farbfolge gezeigt. Die Serie war die erste Anime-Fernsehserie mit fortgesetzter Handlung und 25-minütigen Folgen. Der Anime erschien auch auf Video.
Astro Boy wurde an den Rechtehändler NBC Enterprises in den USA verkauft, ein Tochterunternehmen der NBC-Sendergruppe. Dieser vertrieb die Rechte an Regionalsender, von denen als erstes ein New Yorker die Serie 1964 mit großem Erfolg ausstrahlte. Die Serie wurde im Auftrag von NBC inhaltlich nachbearbeitet, die Kernaussagen blieben jedoch die gleichen. So durfte keine Grausamkeit an Tieren oder Nacktheit gezeigt werden. Auch fortlaufende Geschichten waren unerwünscht. Auch wenn NBC eigentlich nur eine Jahresstaffel kaufen wollte, war Mushi Production so sehr auf deren Lizenzzahlungen angewiesen, dass sie Druck aufbauten und drohten, an einen Konkurrenten zu verkaufen, sodass schließlich noch eine zweite Staffel gekauft wurde. 1974 wurde die Serie auch in Mexiko gesendet. Ab Dezember 1980 wurde die Serie mit großem Erfolg als erste ausländische Animationsserie in der Volksrepublik China ausgestrahlt.
| Rolle              | japanischer Sprecher (Seiyū)                                                                   |
| ------------------ | ---------------------------------------------------------------------------------------------- |
| Atom/Astro Boy     | Mari Shimizu Kazue Tagami (Folge 97–106)                                                       |
| Uran               | Yoko Mizukaki (erste Sprecher) Reiko Mutō (zweite Sprecher) Kazuko Yoshikawa (dritte Sprecher) |
| Dr. Ochanomizu     | Hisashi Katsuta                                                                                |
| Higeoyaji          | Maasaki Yajima (erste Sprecher) Ayao Wada (zweite Sprecher)                                    |
| Doktor Tenma       | Hisashi Yokomori                                                                               |
| Cobalt             | Kiyoshi Komiyama                                                                               |
| Ham Egg            | Takashi Ebata                                                                                  |
| Inspektor Nakamura | Shinpei Sakamoto                                                                               |
| Inspektor Tawashi  | Shingo Kanemoto (erste Sprecher) Kōichi Chiba (zweite Sprecher)                                |

### Anime-Fernsehserie 1980
1980 folgte ein erstes Remake der Serie in Farbe mit 52 Folgen. Die ersten 6 Folgen wurden 2000 mit deutscher Synchronisation auf 3 Videokassetten veröffentlicht (hierbei handelt es sich jedoch um 6 Folgen aus der Serie, hierzu zählen die 1. Folge, aber auch die letzte Folge. Es ist also nicht chronologisch).
| Rolle             | japanischer Sprecher (Seiyū)          | deutsche Sprecher   |
| ----------------- | ------------------------------------- | ------------------- |
| Atom/Astro Boy    | Mari Shimizu                          | Rubina Nath         |
| Uran              | Masako Sugaya                         |                     |
| Dr. Ochanomizu    | Hisashi Katsuta                       | Gerhard Paul        |
| Higeoyaji         | Kazuo Kumakura                        | Bodo Wolf           |
| Doktor Tenma      | Tamio Ōki                             |                     |
| Acetylene Lamp    | Chikao Otsuka                         |                     |
| Ham Egg           | Ichiro Hikawa                         |                     |
| Skunk Kusai       | Seizō Katō                            | Wilfried Herbst     |
| Atlas             | Michiru Hōjō (Folge 1–2) Katsuji Mori | Ozan Ünal           |
| Inspektor Tawashi | Ichirō Nagai                          | Thomas Hailer       |
| Ribian/Vivian     | Keiko Yokozawa                        | Marie Bierstedt     |
| Shibugaki         | Kazuya Tatekabe                       | Hannes Maurer       |
| Ken'ichi          | Kumiko Takizawa                       | Konrad Blsherz      |
| Midori            | Saeko Shimazu                         | Marie-Luise Schramm |

### Anime-Fernsehserie 2003
2003 wurde eine weitere Serie mit 50 Folgen produziert. Beide Serien waren international erfolgreicher als die erste Verfilmung.
Beide wurden von Tezuka Productions animiert.
| Rolle             | japanischer Sprecher (Seiyū) |
| ----------------- | ---------------------------- |
| Atom/Astro Boy    | Makoto Tsumura               |
| Uran              | Miki Maruyama                |
| Dr. Ochanomizu    | Hisashi Katsuta              |
| Inspektor Tawashi | Banjo Ginga                  |
| Nagamiya Tenma    | Shin-ya Owada                |
| Shibugaki         | Susumu Chiba                 |
| Delta             | Akimitsu Takase              |
| Skunk Kusai       | Kazuki Yao                   |
| Acetylene Lamp    | Koji Ishii                   |
| Ham Egg           | Yuichi Nagashima             |
| Pluto             | Akio Ōtsuka                  |
| Uranium           | Miki Maruyama                |
| Ken'ichi          | Yūko Satō                    |
| Duke Red          | Taro Ishida                  |

2017 wurde die Anime-Fernsehserie Atom: The Beginning als Prequel veröffentlicht, die auf dem gleichnamigen Manga basiert und die Ereignisse bis zu der Entwicklung von Astro Boy erzählt.

### Videospiele
Im Februar 1988 veröffentlichte Konami für die Konsole Famicom erstmals ein Videospiel zum Manga. Im Februar 1994 folgte ein Spiel der Firma Banpresto für Super Famicom. Im Dezember 2003 wurde von Sega das Kampfspiel Astro Boy: Omega Factor veröffentlicht. Im April 2004 erschien in Japan für die PlayStation 2 ein weiteres Spiel bei Sega.

### Kinofilm
Am 10. Oktober 2009 kam ein von Imagi Animation Studios produzierter Computeranimationsfilm (Astro Boy – Der Film) in die Kinos. Die Handlung unterscheidet sich in einigen Details von der Manga-Vorlage; so stirbt etwa Tobio nicht bei einem Autounfall, sondern wird versehentlich getötet, als ein neben ihm stehender Roboter eine Waffe abfeuert. Außerdem landet Astro Boy nicht in einem Roboter-Zirkus, sondern in einer Robotergladiatoren-Arena.

### Merchandising
Bereits zur Zeit der ersten Fernsehserie erschien in Japan eine Reihe von Merchandising-Produkten zu Astro Boy. Darunter Schokolade, Aufkleber, Figuren, Tassen und Schulranzen.

## Comic-Adaptionen
1965 erschien bei Gold Key ein Astro-Boy-Comic, der von amerikanischen Zeichnern nach dem Vorbild des Mangas neu gezeichnet wurde und in Farbe erschien. In Südamerika erschienen weitere solche Adaptionen nationaler Künstler, nachdem die Anime-Serie dort erfolgreich im Fernsehen lief.

## Rezeption und Bedeutung

### In Japan
Astro Boy wird als Klassiker des Mangas und berühmtestes und bedeutendstes Science-Fiction-Werk Tezukas angesehen.
Der Anime gilt zudem als Vorläufer des späteren Mecha-Genres und als erste halbstündige Serie gar als die Geburt von Fernsehanimes. Auch inhaltlich beeinflusste die Serie die nachfolgenden Animes, waren die Serien der nächsten Jahre doch alle in den Genres Abenteuer, Science-Fiction und Fantasy einzuordnen. In Japan erreichte die Serie sofort große Aufmerksamkeit und Erfolg mit Einschaltquoten von regelmäßig etwa 27 %. Die einzelne Farbfolge erreichte eine Quote von 40,3 %, die vorher und danach nie erreicht wurde. Der Anime trug dazu bei, dass kosten- und zeitsparende Techniken der Limited Animation im Anime weite Verbreitung fanden und – zusammen mit Tezukas Charakterdesign – den Stil des Mediums auf lange Zeit prägten. Die Bedeutung von Astro Boy ist jedoch nicht unumstritten. So wird vorgebracht, dass bereits andere Studios an ähnlichen Serien arbeiteten, die teils bereits 1963 herauskamen. Der Anime war also der erste einer Reihe, jedoch nicht unbedingt Inspiration für die anderen und ohne Astro Boy wäre im gleichen Jahr eine andere Animeserie die erste im japanischen Fernsehen gewesen. Auch sind die verwendeten Methoden der Limited Animation schon vorher bekannt gewesen und angewendet worden. In Astro Boy geschah dies nun umfangreicher und systematischer. Auch die Vertriebswege, die Tezuka über internationale Lizenzvergabe und über Merchandising eröffnete, sollten sich für Anime im Allgemeinen etablieren.
Als am 7. April 2003 im Tezuka-Museum in Takarazuka der offizielle Geburtstag von Astro Boy begangen wurde, nahm man in einem Ausstellungsraum eine Astro-Boy-Puppe in Betrieb, die in regelmäßigen Abständen die Belebungsszene Astro Boys nachspielt.
Die Titelmusik wird am Tokioter Bahnhof Takadanobaba als Jingle bei Abfahrt eines Zuges gespielt.

### International
Der Anime gehörte zum ersten außerhalb Japans veröffentlichten, wurde jedoch nicht als japanisches Produkt wahrgenommen. Der Erfolg der Serie in Amerika führte zur Nachfrage weiterer japanischer Serien, sodass später unter anderem auch Speed Racer und Kimba, der weiße Löwe außerhalb Japans veröffentlicht wurden.
Astro Boy wurde 2004 in die Robot Hall of Fame aufgenommen.